# Saint-Georges-de-Bohon
Saint-Georges-de-Bohon foi uma comuna francesa na região administrativa da Normandia, no departamento Mancha. Estendia-se por uma área de 14,14 km². Em 2010 a comuna tinha 407 habitantes (densidade: 28,8 hab./km²).
Em 1 de janeiro de 2016, passou a formar parte da nova comuna de Terre-et-Marais.